# Ali ibn Hammud
Ali II ibn Hammud (arab. علي بن حمود; ur. 7 czerwca 1884, zm. 20 grudnia 1918 w Paryżu) był ósmym sułtanem Zanzibaru od 20 lipca 1902 do 9 grudnia 1911, pochodzącym z omańskiej dynastii Al-Busa’id. Do 1905 roku, gdy osiągnął wiek 21 lat, regencję sprawował brytyjski minister A. Rogers. Władzę objął po śmierci ojca, Hammuda ibn Muhammada, jednak zrzekł się jej po 9 latach ze względu na chorobę. Władzę przekazano mężowi jego siostry Matuki bint Hammud, Chalifie ibn Harubowi. Ali wyemigrował do Paryża, gdzie zmarł i został pochowany na Père-Lachaise.

## Małżeństwo i potomstwo
W 1902 roku sułtan Ali poślubił Chukwani bint Fajsal ibn Turki, z którą miał czwórkę dzieci:
- księcia Sa’uda ibn Alego (ur. 18 sierpnia 1907)
- księcia Farida ibn Alego (ur. 13 września 1908)
- księżniczkę Zajnę bint Ali
- księżniczkę Tuhfę bint Ali, żonę dziesiątego sułtana Zanzibaru Abd Allaha ibn Chalify

## Odznaczenia
- Medal koronacyjny Edwarda VII – 1902
- Order Osmana I klasy z brylantami, Turcja – 1905
- Krzyż Wielki Orderu Orła Czerwonego, Prusy – 1905
- Krzyż Wielki Orderu Korony Włoch, Włochy – 1905
- Krzyż Wielki Orderu Vila Viçosa, Portugalia – 1905[1]